# Lâu đài ở Barczewo

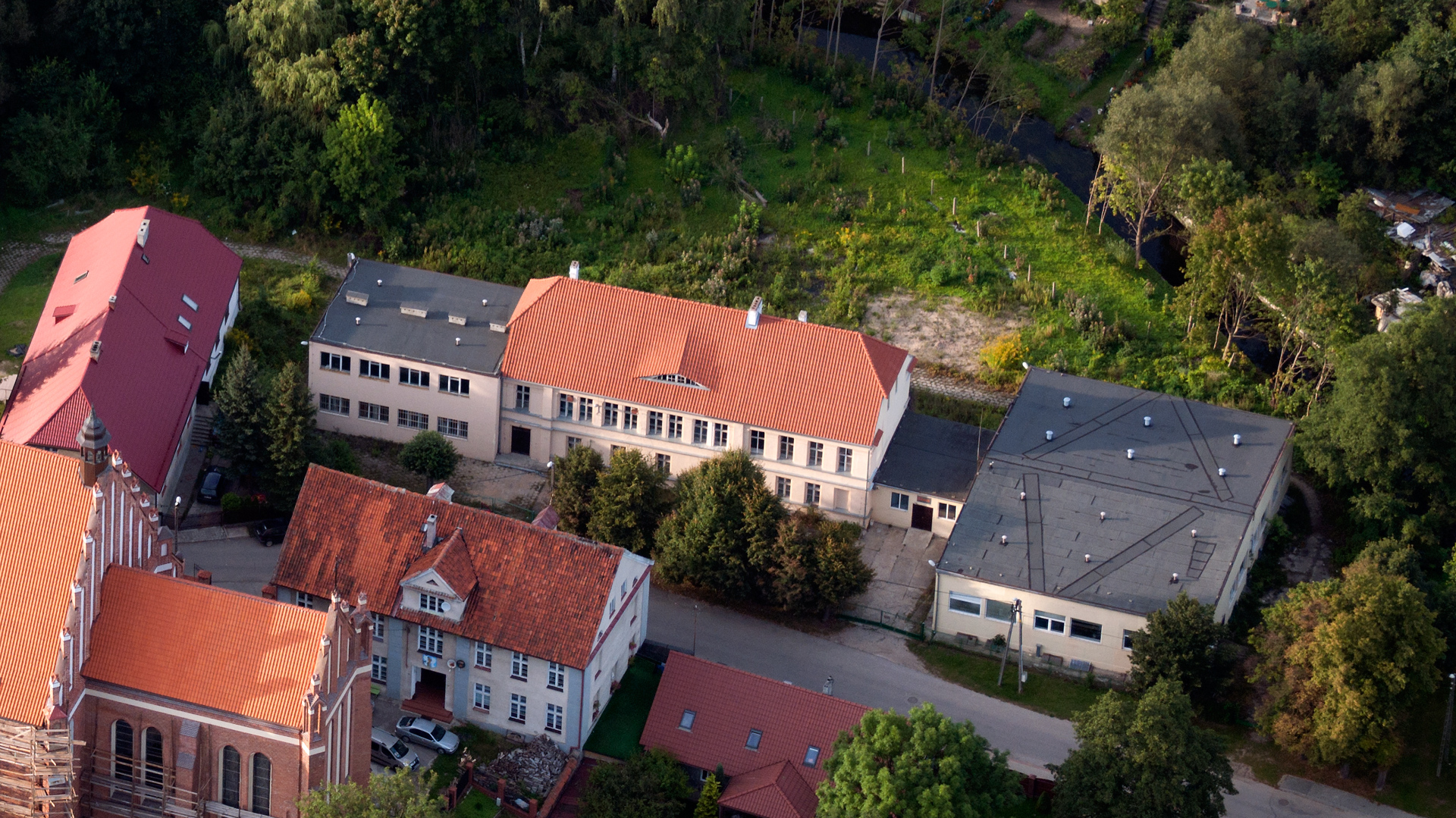
Phần còn lại của lâu đài ở Phố Nowowiejskiego, Barczewo (2012)

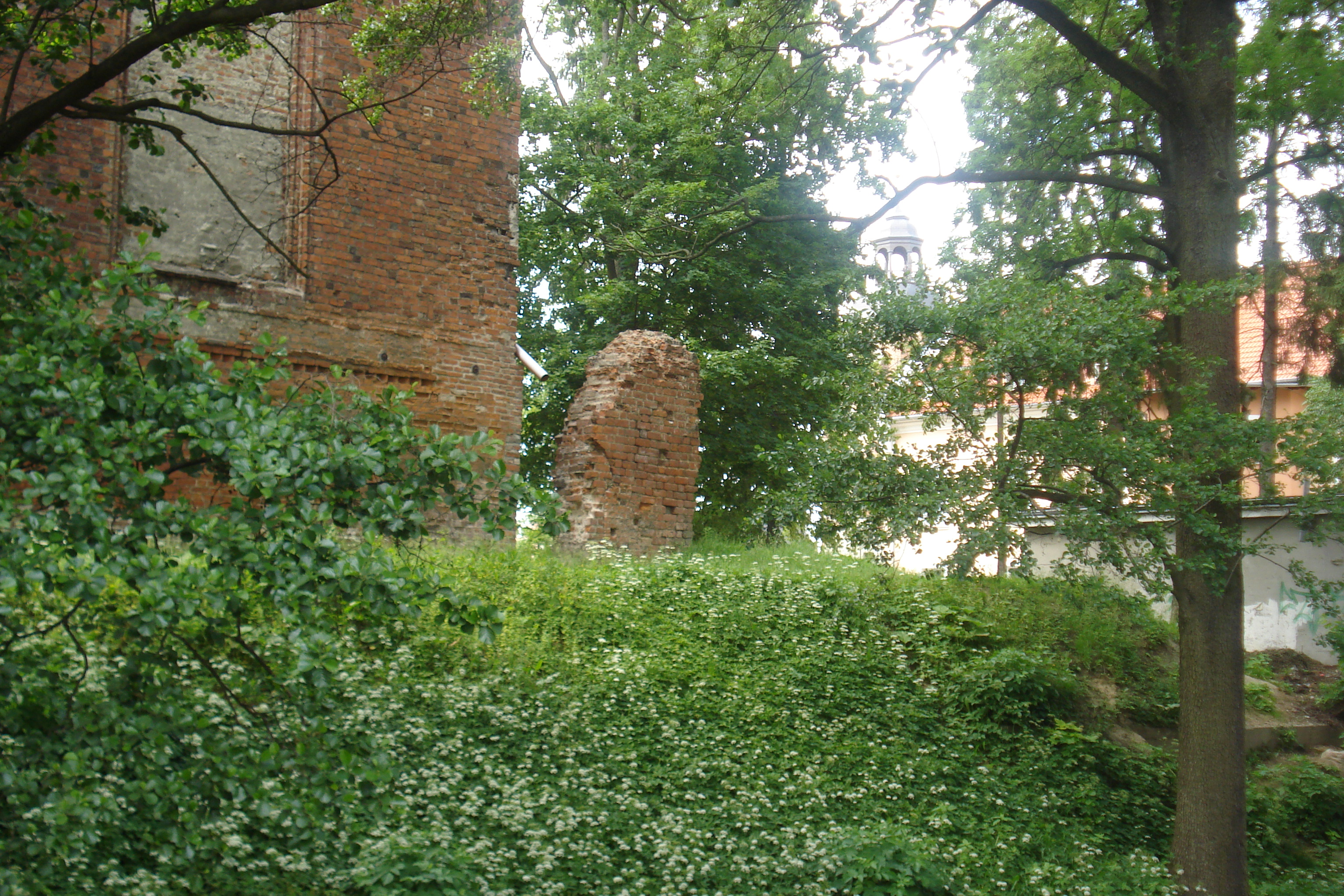
Một số tàn tích còn sót lại

Lâu đài ở Barczewo (tiếng Ba Lan: Zamek w Barczewie) là một lâu đài của giám mục (hiện nay không còn tồn tại) tọa lạc ở Phố Nowowiejskiego, thị trấn Barczewo, Ba Lan. Công trình kiến trúc này có tên trong danh sách di tích. Đây là một trong những di sản văn hóa thu hút du khách ở địa phương.

## Lịch sử
| Mốc lịch sử | Mô tả |
| ----------- | --- |
| Năm 1364    | Lâu đài này được Giám mục Jan II Styprock tiến hành xây dựng (cùng lúc với việc xây dựng các bức tường thành xung quanh). Lâu đài được xây dựng trên một mặt phẳng hình tứ giác với hai tòa nhà song song được liên kết với nhau bằng các bức tường. |
| Năm 1414    | Lâu đài bị phá hủy và sau đó được xây dựng lại. |
| 1519–1521   | Quân Phổ cố gắng chiếm đóng lâu đài nhưng không thành công. |
| Năm 1594    | Lâu đài bị cháy rụi và sau đó được xây dựng lại. Sau đó, Lâu đài ở Barczewo là trụ sở của các giám mục. |
| Năm 1798    | Lâu đài tiếp tục bị thiệt hại nghiêm trọng trong một trận hỏa hoạn. Thiệt hại nặng đến mức, cư dân xung quanh phá hủy một phần của lâu đài để dựng lên một khu dân cư.                                                                               |
| 1826-1832   | Khu dân cư đã được chuyển đổi thành một trường học Tin Lành. |
| Hiện nay    | Phần còn sót lại của lâu đài nằm tại số 9 Phố Nowowiejskiego, trung tâm thị trấn Barczewo. Tàn tích bao gồm: một tòa nhà, những mảnh vỡ từ bức tường mang phong cách Gothic và những căn hầm.                                                        |